# Mellersta Österbottens kammarorkester
Mellersta Österbottens kammarorkester är en finländsk kammarorkester.
Kammarorkestern grundades 1972 av Juha Kangas som en elevorkester vid Mellersta Österbottens musikinstitut i Karleby, men verkar självständigt sedan 1979. Orkestern har i hög grad bland annat genom uruppföranden främjat den samtida finländska tonkonsten, men dess repertoar omfattar även barock och klassicism. Den har framträtt tillsammans med åtskilliga internationellt meriterade solister. Orkestern tilldelades 1993 Nordiska rådets musikpris och 1995 ett pris av Teosto. 